# Chapareque

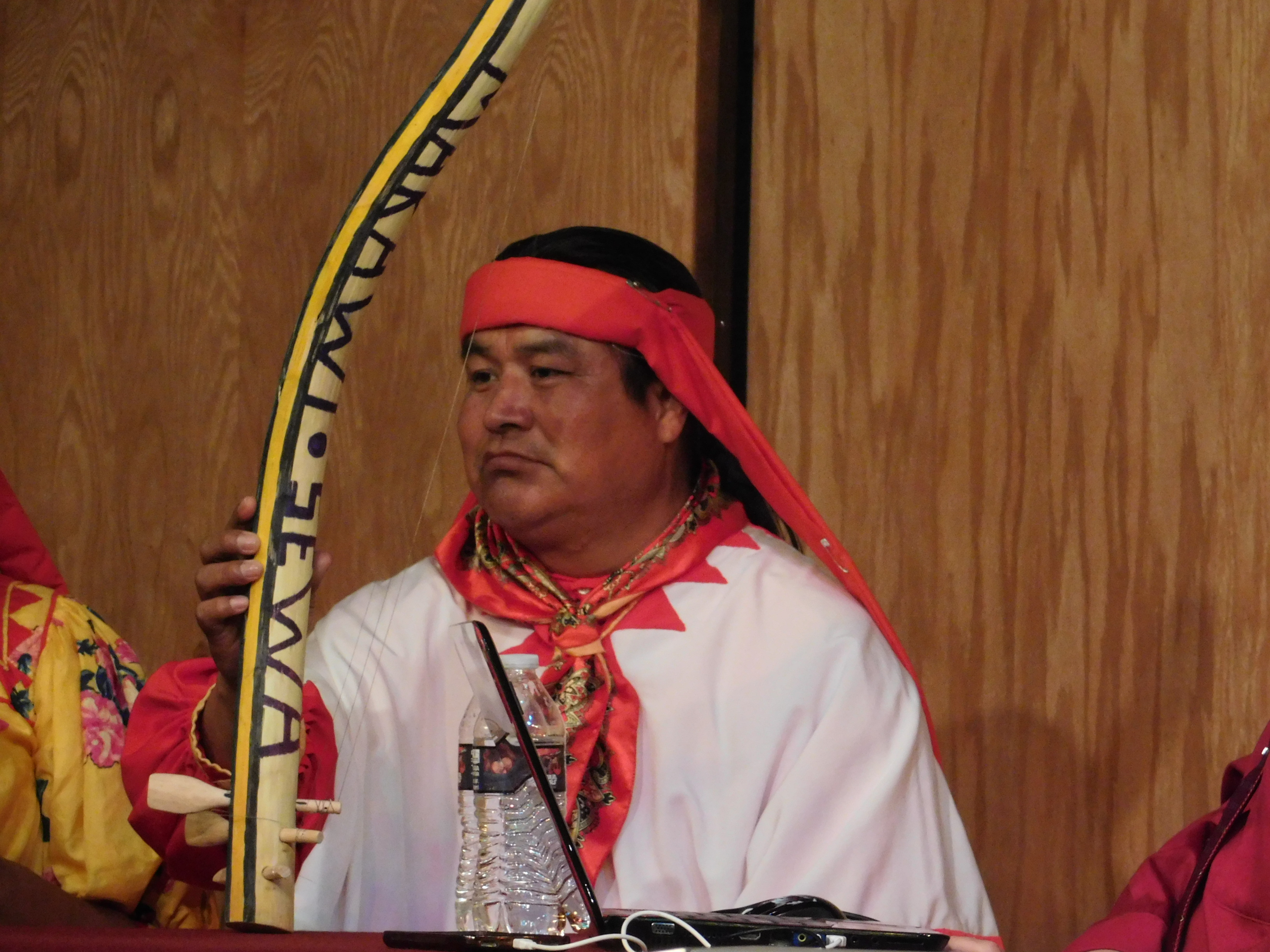

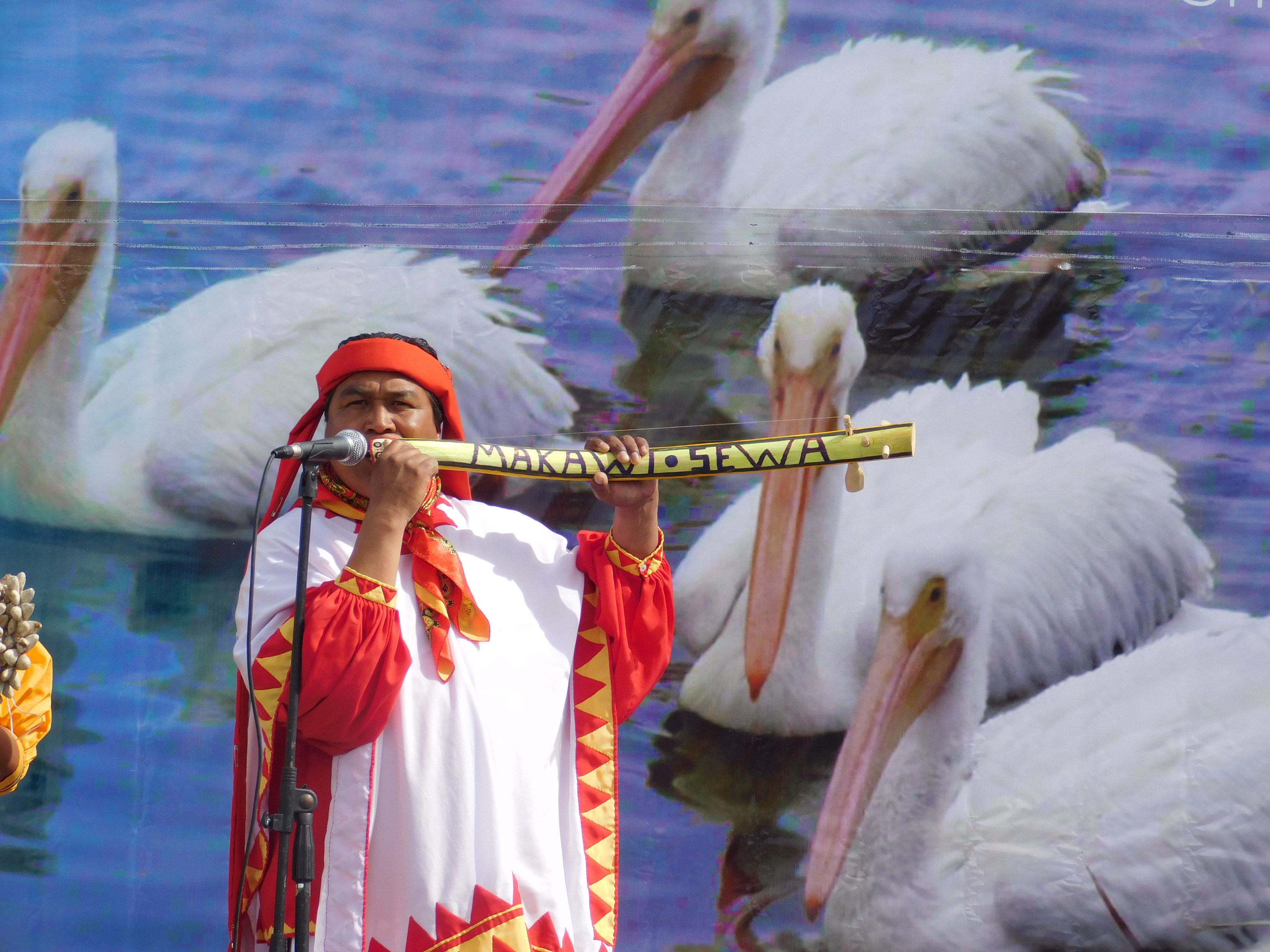

El chapareque, chapareke o chapahuela es un cordófono del pueblo pueblo rarámuri en Chihuahua, México. Es un palo de fuste de quiote, de poco más de medio metro de largo, con una, dos o tres cuerdas tensadas, un puente y clavijas. Para tocarlo, el ejecutante puntea las cuerdas utilizando su boca como caja de resonancia.
Se trata de instrumento antiguo de tres cuerdas montadas sobre un trozo de madera curvo que se saca del centro del maguey, es decir, del "quiote de maguey", pero ya seco. También se puede usar la madera de encino. Es parecido a un arco de cacería, pero con tres cuerdas en lugar de una, como un arpa primitiva, similar a otros instrumentos que se tocan en lejanos países del continente africano. Podríamos decir que funciona como una guitarra, pero como no tiene una caja de resonancia, entonces un extremo del chapareque se debe colocar en la boca y sostenerlo con una mano, mientras que con la otra se tocan sus cuerdas. La boca y la cabeza entera del músico serán su caja de resonancia, igual a la que tienen otros instrumentos como la guitarra, la mandolina o el violín. El chapareque es muy utilizado en sus fiestas, junto con el tambor y los cantos. Una de sus principales ceremonias es la del "yumari", en la que agradecen al "padre sol" y a la "madre luna" por las lluvias del temporal. Danzan al ritmo del tambor como imitando los movimientos de los venados, y sobre la tierra dibujan con sus pies "al sol, la luna y las estrellas". Pero el aspecto más sorprendente del arco chapareque es que en el ámbito histórico social se le considera como “el eslabón perdido”, entre la música prehispánica y la barroca, porque es un instrumento de cuerda que se afina en cuartas.
Es de los pocos instrumentos de cuerda que existen, y que se conocen en el mundo, donde la caja de resonancia es el mismo diapasón donde se toca y que por lo pequeño requiere de la cavidad bucal como resonador.
Actualmente uno de sus músicos más conocidos es Martín Makawi. 

## Véaste también
- Antonio Camilo Bautista Jariz